# Proscrizione

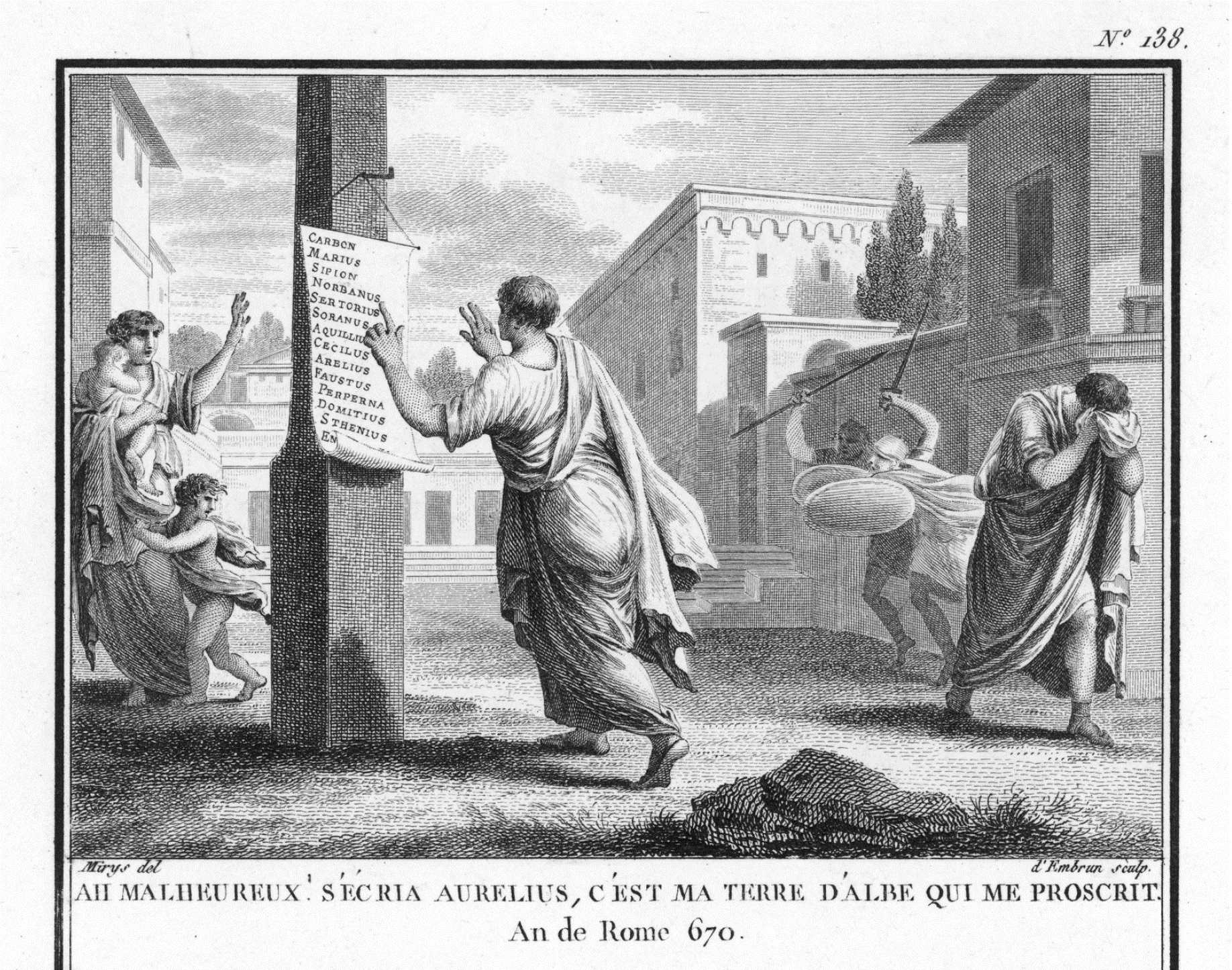
La proscrizione sillana in un'incisione di Silvestre David Mirys (1799)

La proscrizione, nel mondo romano, era un avviso pubblico con cui si notificava la messa in vendita dei beni di un debitore.

## Il termineproscriptio
Il termine proscriptio è tratto dal lessico dell'affissione pubblica, ed indicava generalmente un avviso di vendita. Per indicare i diversi tipi di affissione pubblica il mondo romano ricorreva infatti a due verbi, dal significato ben distinto: proponere, che indicava l'affissione propriamente detta, in cui non era implicata nessuna responsabilità da parte del redattore per quanto riguardava il testo affisso; proscribere, che sottolineava la diretta responsabilità del redattore sul testo affisso.
Soprattutto a causa del suo utilizzo in ambito giudiziario, il verbo proscribere iniziò presto ad indicare l'affissione di un testo che notifica la vendita di beni, ed in particolare la vendita all'asta, che interessava prevalentemente beni ipotecati messi in vendita dal creditore. Per questo motivo il termine inizia ad assumere una sfumatura peggiorativa rispetto all'iniziale significato neutro che condivideva con proponere. 
Dal momento che nel mondo romano il censo era determinato dalle proprietà immobiliari, erano queste ultime a determinare la classe sociale, e la loro vendita all'asta prevedeva necessariamente il declassamento. Date queste condizioni, proscribere, un termine inizialmente neutro, finì per designare la semplice confisca dei beni come conseguenza di un reato.
Trattandosi di un'affissione, la proscrizione di Silla è dunque chiamata così consistendo semplicemente in liste di cittadini dichiarati hostes publici, i cui beni subivano la confisca.

## Uso politico
Nell'ultima fase della Roma repubblicana (I secolo a.C.), la proscrizione assurse a strumento di lotta politica. Divenne infatti un metodo di eliminazione di massa (con l'esilio, o la soppressione fisica) dei rivali politici o dei nemici personali, i cui beni venivano poi incamerati dall'erario pubblico o utilizzati per pagare i soldati delle legioni. 
In questa fase della storia di Roma ci furono due grandi proscrizioni: quella scatenata contro l'ordine equestre dal dittatore Lucio Cornelio Silla (proscrizione sillana, 82 a.C.) e quella compiuta dai triumviri Ottaviano, Marco Antonio e Marco Emilio Lepido ai danni dei loro avversari (43 a.C.). Vittima illustre di quest'ultima iniziativa fu il celebre oratore Marco Tullio Cicerone.
Il termine è rimasto in uso per indicare, anche in epoche successive, l'allontanamento forzoso dalle cariche pubbliche dei singoli, o di intere classi dirigenti, imposto da un regime alla caduta del regime precedente.

## Differenze tra la prima e la seconda proscrizione
La proscrizione si configura come un tipo di procedura eccezionale che è stata ripetuta soltanto per due volte nella storia di Roma, in concomitanza di due crisi importanti nell'ultima fase della Repubblica. 
In entrambi i casi è stata adottata per la durata di un solo anno, per la prima volta sotto Silla, all'indomani della vittoria di Porta Collina, durante gli anni 82-81 a.C., e per la seconda e ultima volta con il secondo triumvirato, da parte di Antonio, Ottaviano e Lepido, nel 43-42 a.C. In entrambi i casi, le proscrizioni videro la condanna di un numero sorprendentemente alto di cittadini. Inoltre, la proscrizione di Silla comportò l'esclusione della vita politica per i figli e i nipoti dei proscritti fino al 49 a.C., quando furono riabilitati da Cesare.
La proscrizione sillana e la proscrizione dei triumviri hanno caratteristiche peculiari, che denotano una sostanziale differenza del loro significato storico e dei loro obiettivi, che erano estremamente diversi.
La prima distinzione evidente riguarda la messa in atto del processo e la sua conclusione. La prima proscrizione si inserisce infatti in un clima generalizzato di uccisioni indiscriminate, conseguente alla vittoria della parte sillana contro i mariani; per decisione di Silla stesso la procedura termina con una chiusura formale nel 1º giugno dell'81 a.C., come testimonia anche Cicerone nella Pro Roscio Amerino.
La proscrizione dei triumviri ha invece un inizio ben definibile, che si può far risalire alla promulgazione della Lex Pedia e della Lex Titia, entrambe del 43. La Lex Pedia, per esteso Lex Pedia de interfectoribus Caesaris, era il senatus consultum fatto approvare dai consoli del 43 a.C., ovvero Gaio Giulio Cesare Ottaviano e Quinto Pedio, da cui il procedimento prende il nome, ed aveva come obbiettivo la punizione di tutti coloro che direttamente e indirettamente avevano partecipato alla congiura e all'uccisione di Cesare. 
La Lex Titia, che risale al 27 novembre del 43 a.C., garantiva formalmente al secondo triumvirato il diritto di governare per cinque anni. A differenza della prima proscrizione, la proscrizione dei triumviri non ha una vera conclusione ufficiale, ma termina di fatto con il patto di Miseno del 39 a.C. I triumviri redassero delle liste di proscrizione, seguendo regole codificate da Silla, contro gli oppositori di Cesare, che portarono alla confisca dei beni e all'uccisione di un gran numero di senatori e cavalieri, tra cui lo stesso Cicerone che pagò le Filippiche rivolte contro Antonio. Ottaviano, pur essendo stato protetto e incoraggiato dal grande intellettuale latino, non fece nulla per salvargli la vita. A Roma e in Italia si scatenò quindi una caccia all'uomo senza eguali e in molti casi più feroce e indiscriminata di quella operata dopo la vittoria di Silla su Gaio Mario. Molte furono le vittime illustri oltre Cicerone: ben 300 senatori caddero sotto i colpi degli assassini e 2000 cavalieri ne seguirono la sorte.
Altra barbarie decisa dai triumviri fu l'uso di appendere ai rostri del foro le teste dei nemici uccisi e di dare una ricompensa proporzionale a chi le portava: 25.000 denari agli uomini liberi, 10.000 agli schiavi con l'aggiunta della manomissione e della cittadinanza.
Come testimonia un passo dell'editto triumvirale riportato da Appiano nelle Guerre civili, la prima proscrizione aveva lasciato un ricordo così forte che i triumviri, consapevoli dell'impopolarità della procedura che stavano per intraprendere, si preoccuparono di sottolineare la differenza tra la precedente proscrizione sillana e la propria: "noi non uccideremo quanti un altro - prima di noi - ne uccise, avendo potere di dittatore, anche lui nel quadro di un riordinamento politico in un conflitto civile: e voi lo chiamaste felix per i suoi successi. Eppure sarebbe inevitabile che tre persone avessero più nemici che uno solo".